# ジギスムント・フォン・ヘルベルシュタイン

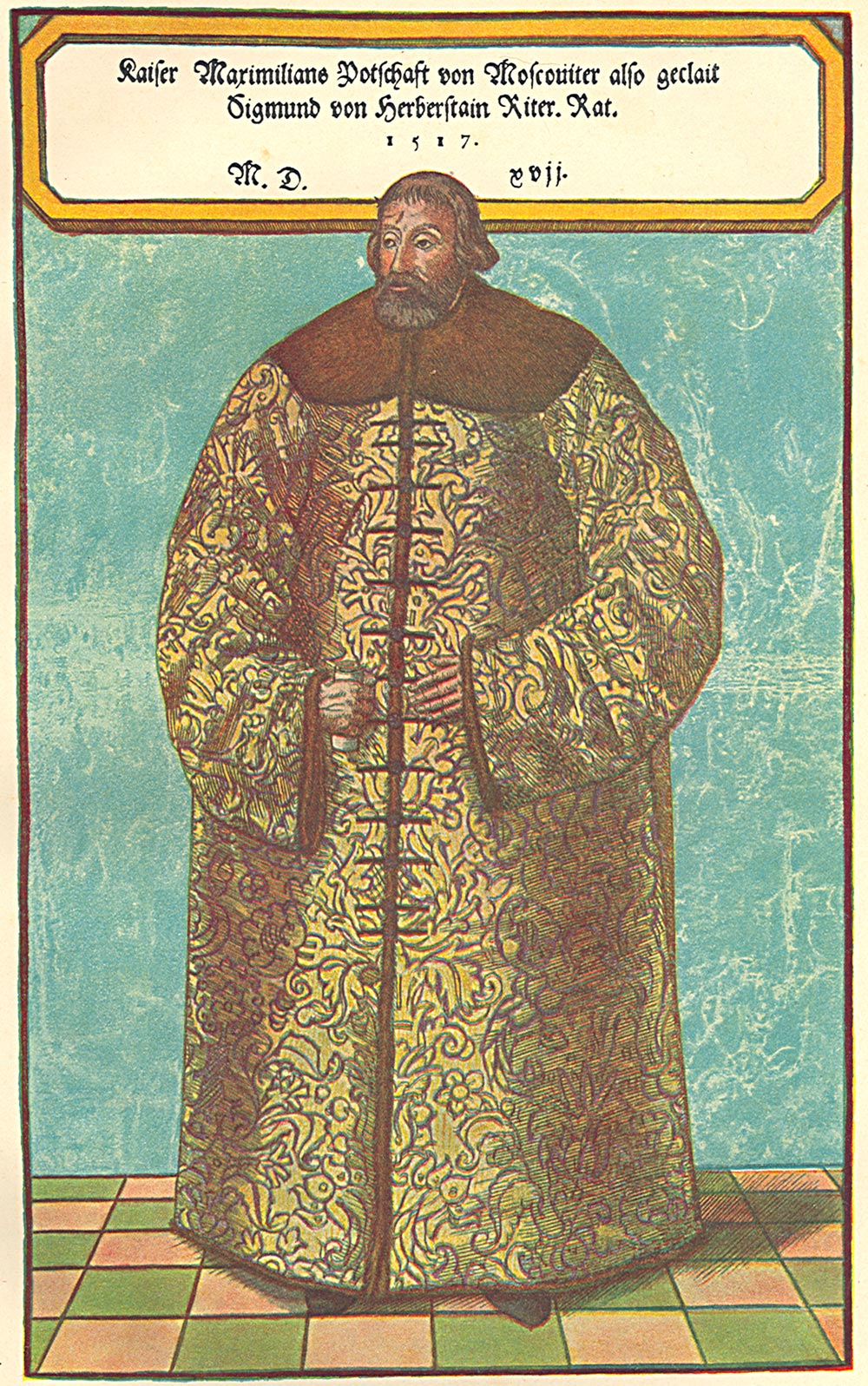
ロシア人の服装をしたヘルベルシュタイン

ジークムント（ジギスムント）・フライヘア・フォン・ヘルベルシュタイン（ドイツ語:Siegmund (Sigismund) Freiherr von Herberstein, 1486年8月23日 - 1566年3月28日）は、オーストリアの外交官、著作家、歴史家。男爵。ロシアの地理、歴史、慣習に関する詳しい知識を近世のヨーロッパ人たちに伝えたことで有名である。

## 生涯
ヘルベルシュタインは神聖ローマ帝国に属するカルニオラ公国（現在のスロヴェニアの一部、当時はハプスブルク君主国領）のヴィパーヴァ（ドイツ語名ヴィッパハ）に生まれた。父はレオンハルト・フォン・ヘルベルシュタイン、母はバルバラ・フォン・ルエクといい、一族は200年前からこの地のヘルベルシュタイン城に住み、ドイツ語をはなす上流階級だった。ヘルベルシュタインの幼少期については、彼が自分の住む地域の住民が使うスロヴェニア語を習得したこと以外はよく判らない。スラヴ系の言語を学んだことは、彼のその後の人生に大きな影響を与えることになる。
1499年、ヘルベルシュタインはウィーン大学に入学して哲学と法学を学んだ。そして1506年にオーストリア軍に将官として出仕し、数多くの遠征に加わった。1508年、彼は神聖ローマ皇帝マクシミリアン1世により騎士叙任を受けている。ヘルベルシュタインは1515年に帝国評議会の議員となり、この時から外交官として長く偉大な経歴を積むことになる。
1515年から1553年まで、ヘルベルシュタインはおよそ69もの外交任務に従事し、ヨーロッパ世界の大半の地域を巡り、オスマン帝国にも赴いた。彼は主家であるハプスブルク家から重んじられ、功績を重ねるごとに様々な称号や領地を与えられた。ヘルベルシュタインは神聖ローマ皇帝の使節としてロシアを2度訪れている。1度目は1517年、ロシアのモスクワ大公国とその隣国リトアニア大公国との戦争を調停するためであり、そして2度目は1526年、先の2国が1522年に結んだ休戦協定を更新するためであった。長期にわたるロシア滞在（1517年には9か月間も滞在した）のおかげで、ヘルベルシュタインはそれまで多くのヨーロッパ人にとって謎であったロシアの社会について、くわしく知ることが出来た。

## ロシアに関する記述

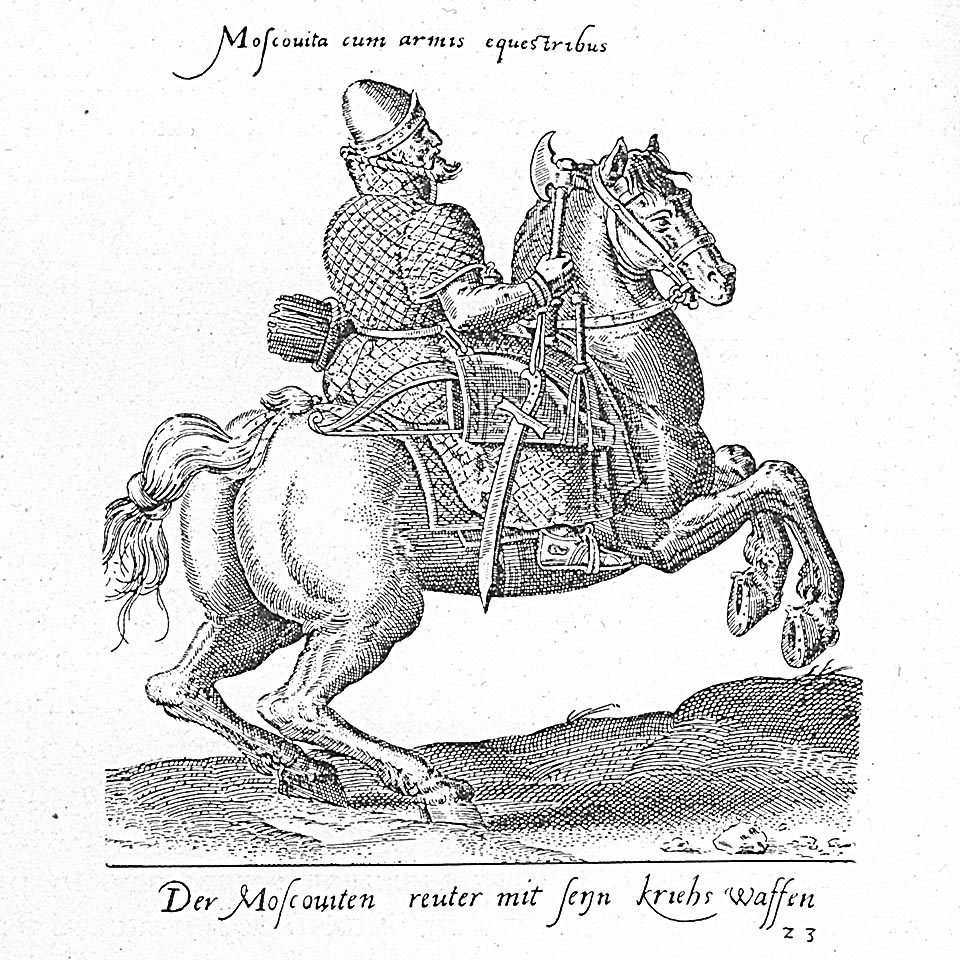
ヘルベルシュタインが著書で紹介したロシア人騎兵の装備

ヘルベルシュタインは若い頃に身につけていたスロヴェニア語のおかげで、スロヴェニア語と同じスラヴ語派に属するロシア語も理解でき、ロシア人たちと自由に意思疎通をすることが出来た。彼はこの能力を使い、ロシアに住む様々な人々にロシアに関する幅広い事柄について質問をしてまわった。これにより、ヘルベルシュタインは、それまでのヨーロッパ人旅行者には出来なかった、ロシア社会とロシア人の内面を探ることをやってのけたのである。
ヘルベルシュタインはおそらく1517年から1527年の間にロシアでの生活に関する最初の著作を書いたと思われるが、この著作は散逸している。1526年に彼はロシアでの経験についての公式な報告書を作成するよう求められたが、しかしこの時の報告書は公文書の山に埋まってしまい、ヘルベルシュタインが1530年代になってこれを改訂、増補し始めるまで注目されることはなかった。
ヘルベルシュタインは精力的かつ有能な民族誌学者であった。彼は現地人に質問をすると同時に、その質問の答えを、数少ないロシアに関する既存の記述と照らし合わせて批判的に検討する、という調査手法を使っているのである。ヘルベルシュタインの調査研究は、ラテン語の表題のついた著書『モスクワ事情（Rerum Moscoviticarum Commentarii）』という形で結実し、この書物は1549年に出版された。この『モスクワ事情』は、近世の西欧人がロシアについての知識を得るうえでの基本とされた書物の一つであった。
ヘルベルシュタインはヨーロッパ人にロシアに関する豊富な知識をもたらしたが、一方でまた「ツァーリ」という語のラテン文字での綴りを混乱させる原因を作ってもいる（この混乱は19世紀末になってから現れ、そして現在も不一致の状況が続く）。彼は「ツァーリ（ロシア語:Царь）」をラテン文字化するときに「tsar」ではなく「czar」と表記しているのである。この「cz」はスラヴ語派に属する全ての言語で「ツ」の音声を表す綴りにはならない。スラヴ語派の言語で「ツ」の音声を表す語をラテン文字化するときは通常、「ts」を充てるのである。英語圏とフランス語圏では19世紀のあいだに、「cz」から「ts」に綴りを変えている。